# Marlborough jde do války
Marlborough jde do války (ve francouzském originále Malbrough s'en va-t-en guerre) je opereta („opéra-bouffon“) o čtyřech dějstvích. Libreto odkazující na známou stejnojmennou lidovou píseň napsali Paul Siraudin a William Busnach, jednotlivá jednání napsali francouzští skladatelé Georges Bizet, Isidore Legouix, Émile Jonas a Léo Delibes. Opereta měla premiéru 13. prosince 1867 v pařížském divadle Théâtre de l'Athénée.

## Vznik a historie díla
Roku 1864 byl v Paříži vybudován koncertní sál Athénée, ve kterém pořádal koncerty se svým orchestrem a hudební konference dirigent Jules Pasdeloup. Avšak roku 1867 převzali vedení sálu Léon Sari (1824–1890) a William Busnach (1832–1907), kteří ho dali přebudovat na divadlo, které chtěli věnovat žánru operety, který slavil umělecké a komerční triumfy během světové výstavy 1867 (zejména s Offenbachovými díly Velkovévodkyně z Gerolsteinu a Pařížský život).

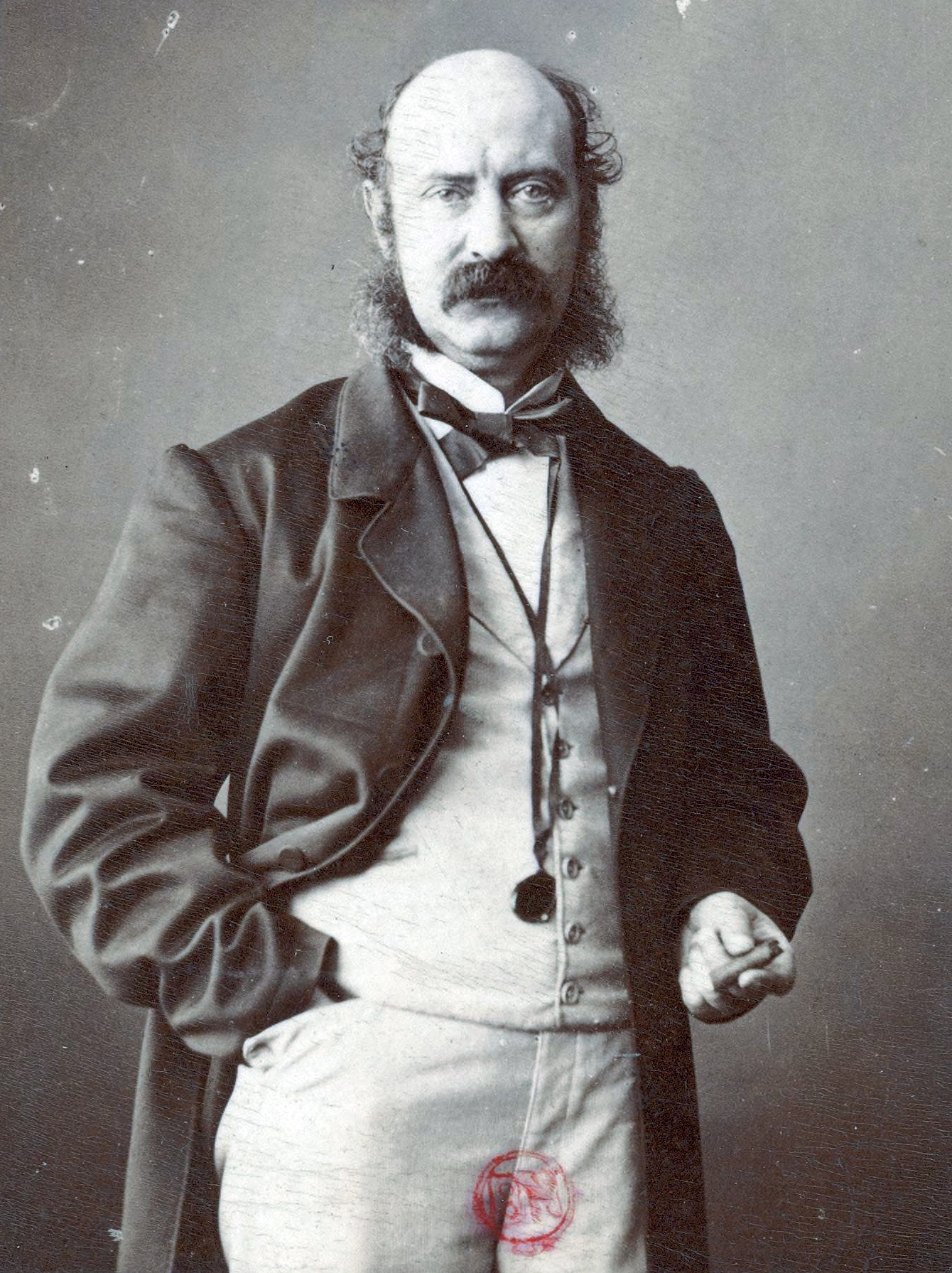
Paul Siraudin, jeden z libretistů operety Marlborough jde do války

Jako úvodní inscenaci připravilo vedení divadla kolektivní dílo: čtyřaktovou operetu Marlborough jde do války. Libreto napsal Busnach – dramatik a libretista např. Offenbachova Panenského jablíčka nebo Kajícnice Clémence de Grandvalové – společně s Paulem Siraudinem (1813–1883). Hudba čtyř dějství byla rozdělena mezi čtyři skladatele: první napsal Georges Bizet, druhý Émile Jonas (1827–1905, autor četných operet, z níž největší popularity dosáhly pozdější Kachna se třemi zobáky a Javotta), třetí Isidore Legouix (1834–1916, rovněž autor operet, avšak bez zásadního úspěchu) a čtvrtý Léo Delibes. Skladatelé žádali o anonymitu – zejména Bizet, který se snažil odpoutat od operetní pověsti těsně před premiérou Krásky z Perthu 26. prosince 1867 v Théâtre-Lyrique – a proto byl oficiálně jako autor hudby uváděn pan ***. Tato anonymita však netrvala dlouho a Le Figaro a po něm ostatní tisk uvedl jména všech komponistů.
Námět operety vychází z lidové písně Malbrough s'en va-t-en guerre – v ní vojevůdce odchází do války na neznámou dobu, padne a je pohřben. Přestože hrdina písně je historickou postavou, on ani jeho manželka nemají s reálnými předobrazy nic společného, aní křestní jména (Étienne a Josphine místo John a Sarah), anglické prostředí je stěží naznačeno a děj je ryze burleskně fantazijní. Hudební část není celkově příliš rozsáhlá, převažuje mluvený text, což odpovídá i převážně činohernímu souboru, které divadlo sestavilo. Léo Delibes psal, že ani není možné „nazývat operou nebo partiturou tuhle řadu malých kusů stěží zpívaných, navíc jakými zpěváky!“
Otevření divadla bylo původně plánováno na 1. listopadu 1867 a program měla vedle Marlborougha tvořit ještě úvodní drobná opereta Le Train de maris Henriho Cartiera. Po několika odkladech se první představení Marlborougha odehrálo až 13. prosince a Cartierova aktovka se poprvé hrála dokonce až 25. prosince. Hodně úsilí a peněz však bylo investováno do výpravy, včetně kostýmů, které navrhl karikaturista a návrhář Draner, proslulý zejména svými kostýmy pro Jacquese Offenbacha (vl. jm. Jules-Joseph-Georges Renard, 1833–1926). 

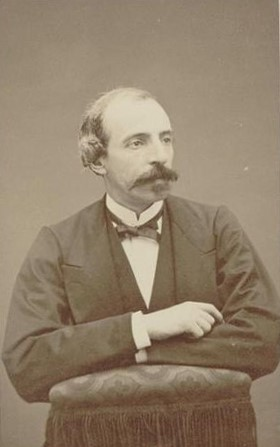
Émile Jonas, jeden ze čtyř skladatelů operety Marlborough jde do války, fotografie Étienna Carjata

Očekávaný úspěch se však nedostavil. O premiéře psal kritik Francisque Sarcey v deníku Le Temps – vedle výhrad ke hře samotné – „Obecenstvo mělo také dost špatnou náladu. Zřídka jsem ho viděl nevrlejší.“ Soudil, že Marlborough „neměl mnoho úspěchu“, a poznamenal, že ke konci „už řada křesel byla opuštěna; ti, kdo vydrželi, zívali nudou a netrpělivě vyčkávali konce.“ Zatímco satirický list La Tintamarre žertoval v epigramu, že Marlborougha v Athénée definitivně pohřbili, Jacques Durand v La Sylphide psal, že „Marlborough se nestal propadákem nepochybně proto, že obecenstvo chce nechat vedení divadla čas uvést jiný kus, aniž by ho příliš ztrapnilo. Diváci zakrývali svou nudu velmi blahosklonně…“
Text hry se Sarceyovi nezdál příliš veselý, zato příliš dlouhý. „Skladatelé […] se rozhodli zůstat v anonymitě. Autoři libreta měli raději prokázat stejnou skromnost.“ Edmé de La Combe v časopisu La Comédie soulasil s výtkou přílišné délky a ptal se, „proč se [skladatelé] museli složit čtyři na toto dílo, které nestojí za zlámanou grešli“; doporučoval přinejmenším škrtnout „otravný sen“ ve druhém a „pitomé divertissement“ ve třetím dějství. Ani Durand tvrdil, že nechápe, jak mohl být Marlborough vůbec napsán tak špatně: „je tam třetí akt, který je třeba škrtnout od první do poslední scény“. Robert Neay v týdeníku La Semaine musicale soudil, že celý kus „byl záminkou pro výstřední kostýmy, přemrštěná gesta a triviality všeho druhu“. Jean-Philippe Biojout, životopisec Léa Delibese, hodnotí libreto jako „prostřední kus se za vlasy přitaženým dějem“. Z obsazení jedině Suzanne Lagierová, známá šantánová zpěvačka, dostála plně své roli lady Marlboroughové, rovněž zkušený offenbachovský komik Léonce jako její ctitel lord Boule-de-Gomme spolehlivě pobavil, ostatní herci nebyli herecky ani pěvecky na výši.
Názory na hudební složku se vcelku shodovaly: druhé (Jonasovo) a třetí (Legouixovo) dějství byly „skutečně příliš slabé“ (slovy Eugèna Tarbého v Le Figaro), mnoho chvály nepobralo ani první (Bizetovo) dějství, z nějž kritiky zmiňují jen kuplet lady Marlboroughové Il ne faut pas vous gêner a finále na základě titulní lidové písně „imitované z Allez-y donc et dès ce soir z [Offenbachovy] Velkovévodkyně“. Tarbé soudil, že čtvrté (Delibesovo) dějství je zdaleka nejlepší; Lucien Lacroix v L'Indépedence dramatique, že je nejúplnější a nejzdařilejší; Neay dokonce omezil svou recenzi hudební části na ně. V něm se nacházela především jediná melodie, která u obecenstva vyvolala skutečné nadšení: romance lady Marlboroughové Ne criez pas si fort en somme – „distingvovaná, dobře postavená a orchestrovaná s grácií“. Tu vydal pohotově ještě před Vánoci list Le Petit Figaro a spolu s Bizetovou Il ne faut pas vous gêner, také zpívané Suzanne Lagierovou, to byly jediné části hudby z Marlborougha, které vyšly tiskem v nakladatelství Édouard Dentu.
Divadlo výtky kritiky zčásti vyslyšelo a v Marlboroughovi byly brzy provedeny podstatné škrty, rovněž herecké podání se zlepšilo. Přesto zájem publika přetrval spíše jen pro návštěvníky, kteří chtěli vidět nový sál, a to jen do ledna následujícího roku – kdy inscenaci navíc opustila Suzanne Lagierová. Hudební historik Jean-Claude Yon hovoří o „dost efemérní kariéře“ této operety. O rok později divadlo zbankrotovalo.

## Osoby a první obsazení

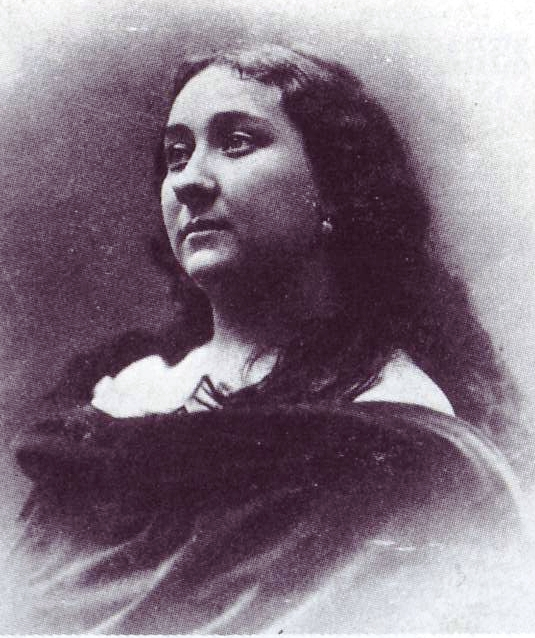
Suzanne Lagierová, představitelka lady Marlboroughové a hlavní hvězda operety Marlborough jde do války

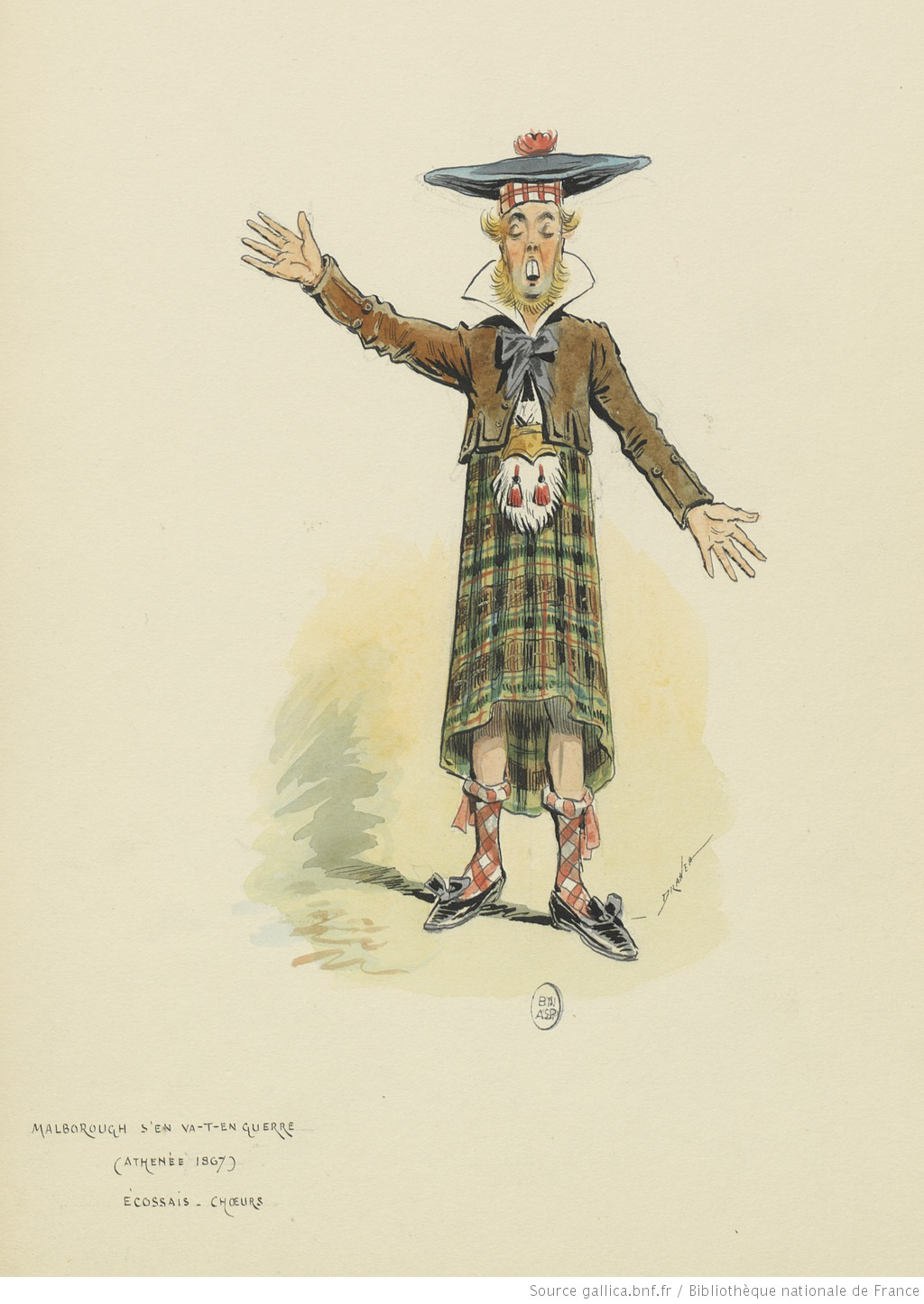
Dranerův kostýmní návrh pro členy sboru v operetě Marlborough jde do války

| osoba                                             | hlasový obor | premiéra (13. prosince 1867)             |
| ------------------------------------------------- | ------------ | ---------------------------------------- |
| Marlborough (de Malbrough), slavný vojevůdce      | baryton      | Charles(-Joseph-Édouard) Potier          |
| Lord Boule-de-Gomme                               | tenor buffo  | Léonce (vl. jm. Édouard-Théodore Nicole) |
| Bouton-d'Or, páže lady Marlboroughové             | tenor        | Ernest Vavasseur                         |
| Galaor, Marlboroughův minstrel                    | tenor        | Brice                                    |
| Písař / Pantalon syn                              | ...          | E. Petit                                 |
| Doktor Pandolphe                                  | ...          | Bardou ml.                               |
| Lady Marlboroughová                               | soprán       | Suzanne Lagier                           |
| Bobinette, služka                                 | soprán       | Marie-Adèle Lovato                       |
| Kapitán Matamore                                  | ...          | Helmont                                  |
| Sbrigani                                          | mluvená role | Hyacinthe                                |
| Colombine                                         | ...          | Praldi                                   |
| Isabella                                          | ...          | E. Braché                                |
| Cinthia                                           | ...          | Sangles                                  |
| Angélique                                         | ...          | Davenay                                  |
| Marianne                                          | ...          | Degrant                                  |
| Flipotte                                          | ...          | Coupin                                   |
| Inès                                              | ...          | Bourgoin                                 |
| Pážata lady Marlboroughové                        | mluvené role | Artus, Dugray, Morliani, Leduc, Pauly    |
| Venkované a venkovanky, pážata, lokajové a vojáci |              |                                          |
| Režie: Marc Leprevost                             |              |                                          |

## Děj operety

### 1. dějství

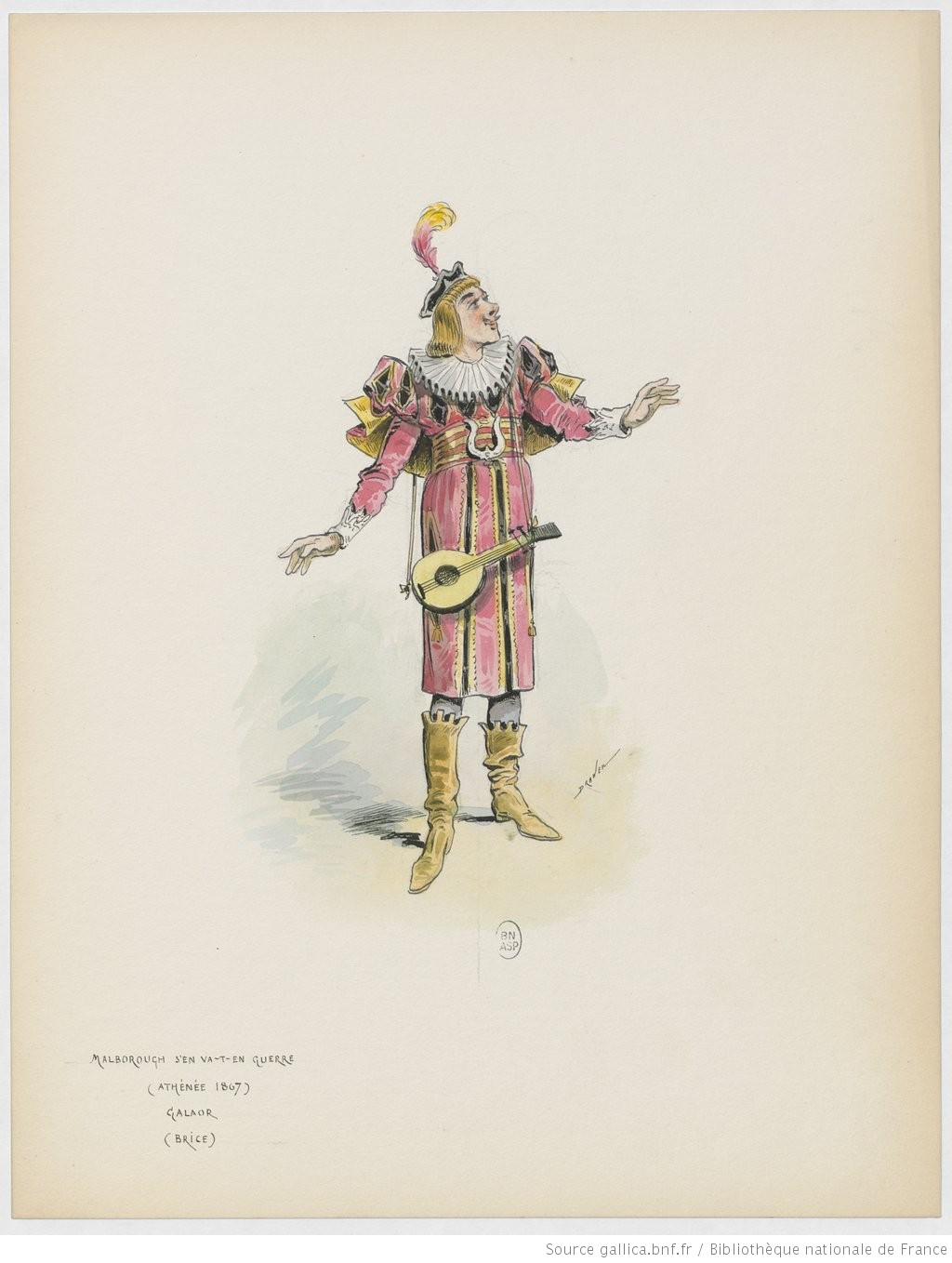
Brice jako minstrel Galaor v operet Marlborough jde do války, Dranerův kostýmní návrh

(Sál na Marlboroughově zámku) Galaor, Marlboroughův oficiální bard, mu jako každý den pod oknem zpívá oslavný lejch (Toi, dont le nom restera dans l'histoire). V sále ho vzápětí potkává zámecká kuchařka Bobinette. Galaor se k ní hned má, ale Bobinette se mu cuká: kde jsou doklady potřebné k svatbě, které si dal poslat? Dokud nepřijdou, nic s ním nechce mít. Není totiž jen tak někdo, je vrchní kuchařkou na Marlboroughově zámku a má do manželství úspory získané chytrým pořizováním surovin za ceny nižší než vykázané (kuplet Voyez-vous pas, tous les dimanches). – Přichází páže lady Marlboroughové, Bouton-d'Or (Zlatý knoflík), a vzdychá pro beznadějnou lásku ke své paní (kuplet La noble dame). Má však jakýsi prostředek, jak dosáhnout její povolnosti, a Galaor mu v tom má být nápomocen.
Marlborough přichází ve špatné náladě, kterou mu zlepší jen laškování s Bobinettou – při kterém ho přistihne lady Marlboroughová (její árie Il ne faut pas vous gêner). Ta tvrdí, že nežárlí – ostatně nedvoří se jí usilovně lord Boule-de-Gomme (kaučuková koule) ze sousedství, páže nepočítaje? – Bouton d'Or právě přináší Marlboroughovi královský příkaz, který přinesl posel: má opět táhnout do války (tercet Qu'ai-je lu?). Marlborough však už má válčení dost a vojenské slávy až nadbytek, proto hovoří důvěrně s Galaorem. Ten je v jeho službách už dlouho a velmi Marlboroughovi pomohl, když se ucházel o lady. Její strýc, baron de Tête-à-Giffles (hlava k políčkování), ho odmítal a dívka se nechala přemluvit k útěku jen pod vlivem Galaorovy magie. Teď má Marlborough pro Galaora jiný příkaz: půjde bojovat za něho. U vojska záměnu nepoznají, zejména bude-li mít Galaor přílbu, a doma se bude Marlborough vydávat za Galaora – nechal už si pro tento účet vyrobit repliku Galaorova nosu (duet To vas courir à la victoire).
Lord Boule-de-Gomme se přišel dosti neurvale a vehementně dvořit (kuplet Un soir près de vous je m'avance). Lady není k jeho vášni hluchá, ale odmítá ho z důvodu počestnosti. Bouton d'Or mezitím svolal místní poddané, aby se slavnostně rozloučili s Marlboroughem před odchodem do boje (sbor Que chacun de nous témoigne). Marlborough a Galaor přicházejí ve vyměněných rolích a Galaor po improvizovaném proslovu odchází. Lady se s ním loučí a chce, aby bard zapěl vojevůdci na odchodnou novou píseň. Marlborugh v roli Galaora si s tím nakonec poradí – a tak vzniká známá píseň Malbrough s'en va-t-en guerre (finále Galaor, dites-moi, dans un instant, peut-être).

### 2. dějství

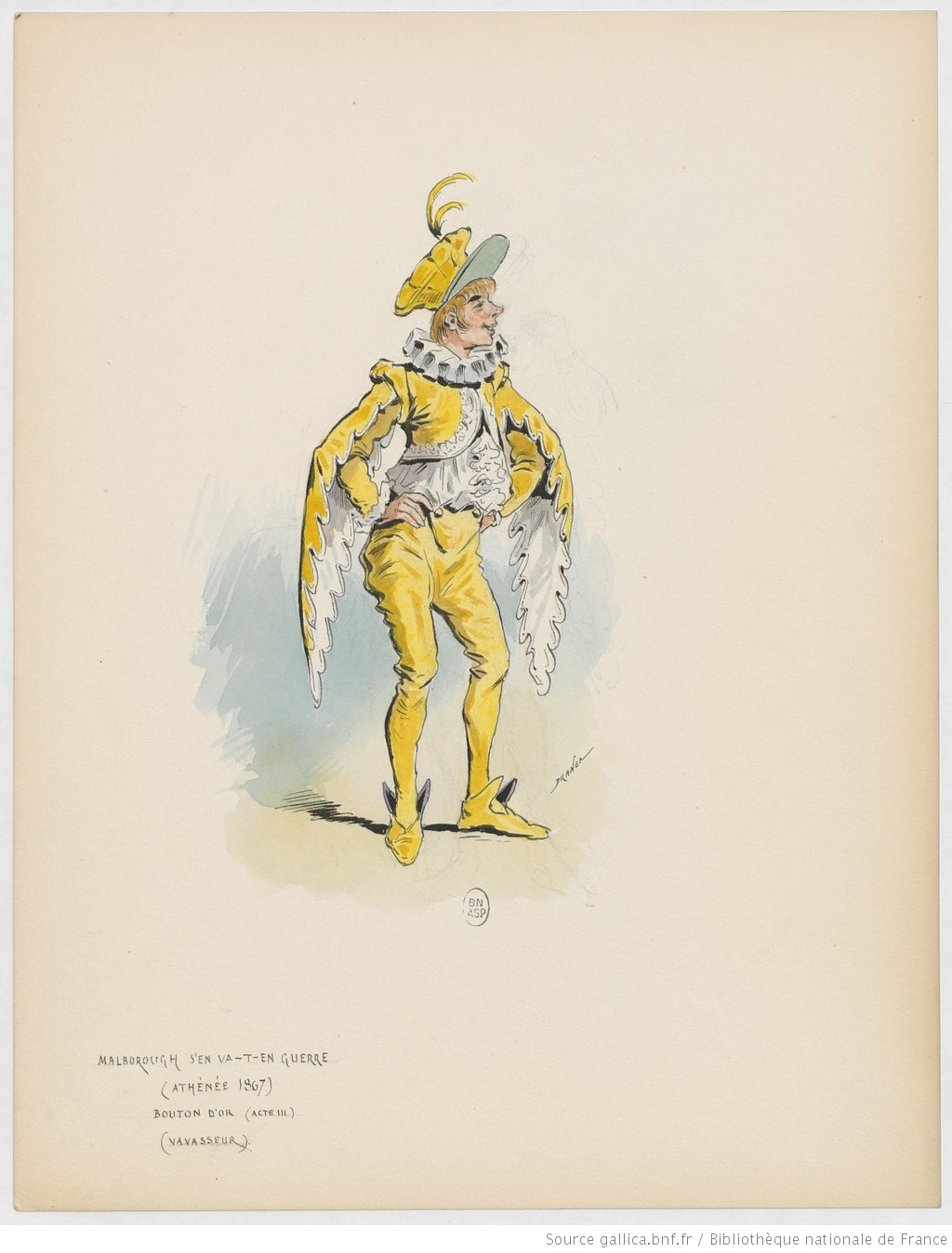
Ernest Vavasseur jako páže Bouton-d'Or v operetě Marlborough jde do války, Dranerův kostýmní návrh

(Terasa na Marlboroughově zámku, bezprostředně poté) Všichni přítomní mávají na cestu odcházejícímu vojevůdci (introdukce Il chemine et sa mine). Lady Marlboroughová se těší na nějaký čas bez dozoru (klupet Il est parti). Boule-de-Gomme na ni ihned zaútočí a vymámí z ní pozvání na dnešní večeři tête-à-tête.
Marlborough se vrací a s potěšením sleduje, že se k němu Bobinette ihned chová důvěrně – hlavně proto, že právě dorazily Galaorovy předsvatební papíry (kuplet Bobinetty Mais Galaor, à vous entendre). Bobinette si s „Galaorem“ dává schůzku v mišpulové aleji. – Boule-de-Gomme přichází na večeři a důvěrně s „Galaorem“ hovoří: prý mu Galaor sám vydestiloval znásilňovací drogu, kterou chce na lady Marlboroughovou použít. Marlborough je zděšen, ale neprozradí se (duet Charme unique). Pak s ním mluví Bouton-d'Or: prý mu Galaor slíbil uplatnit na lady stejnou magii jako kdysi pro Marlborougha. „Galaor“ tak učiní – naučil se magická gesta od skutečného Galaora – ale když toho chce Bouton-d'Or využít, Marlborough zruší kouzlo opačným posunkem a páže obdrží od své paní řádný políček (tercet Cette main que je presse).
Následně lady přijímá Boule-de-Gomma. Ten odpoutá její pozornost a nalije jí do vína narkotikum, ale Marlborough odpoutá pozornost obou a poháry vymění. Žádný z nich však nepočítal s nápadem lady Marlboroughové na důkaz přátelství vypít si navzájem polovinu sklenice (kuplet lady a Boule-de-Gomma J'ai ouï dire à ma grand-mère). Boule-de-Gomme jí dá beze všeho napít zbylou polovinu své sklenice, kterou považuje za neškodnou (obsah její poloviny v nestřeženém okamžiku vylije). Vzápětí oba tvrdě usnou. Marlborough odnese svou ženu do její ložnice a dává lorda odnést k němu domů; sám spěchá do mišpulové aleje.

### 3. dějství

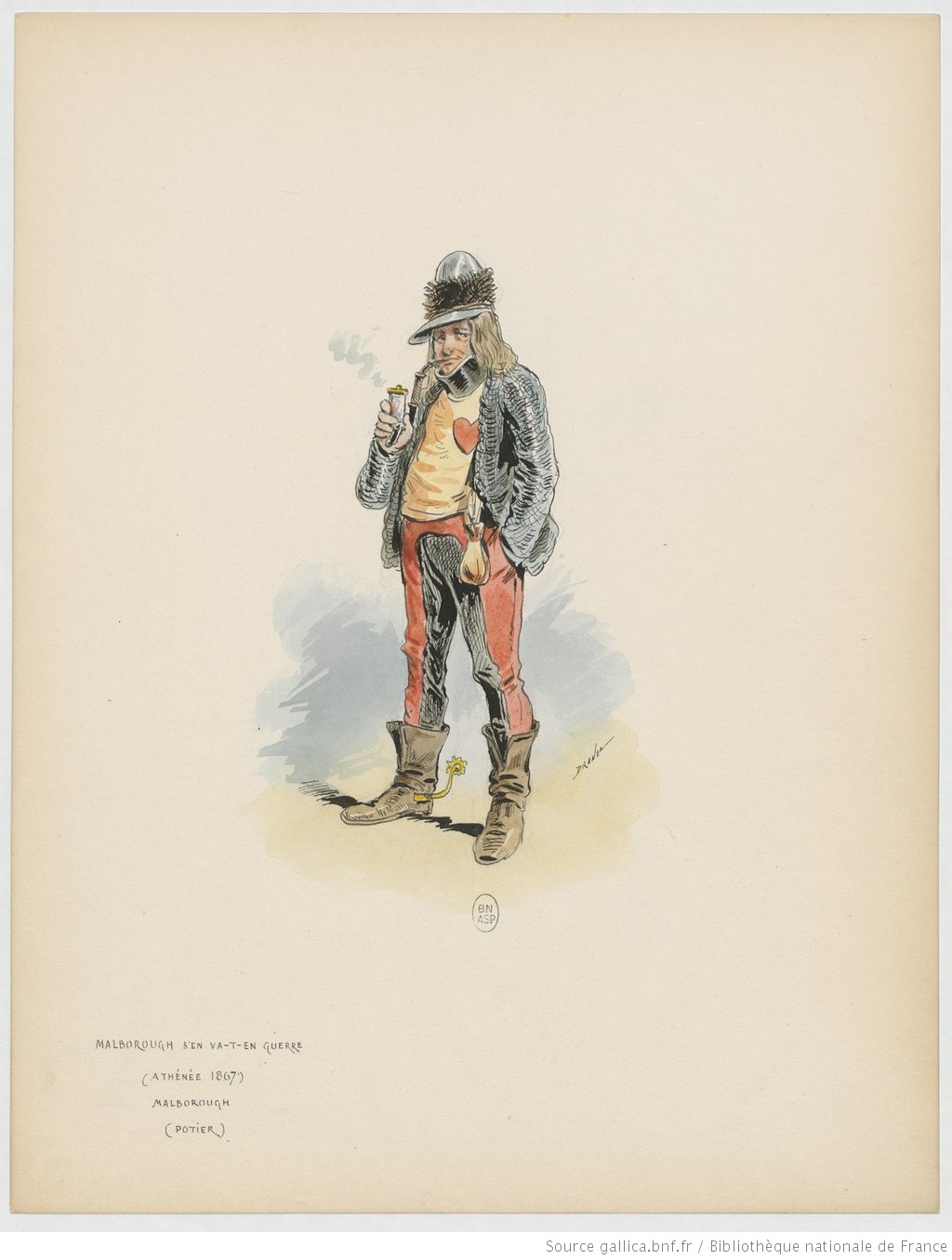
Charler Potier jako Marlborough přestrojený za Galaora v operetě Marlborough jde do války, Dranerův kostýmní návrh

(Sál v paláci arcivévody) Koná se honosná slavnost (sbor À cette fête brillante). Lady Marlboroughová a lord Boule-de-Gomme se snaží dopídit se toho, co se včera mezi nimi stalo, protože si nic nepamatují.
V sále se hraje opera buffa Sedm dcer Pandolphových. Udatný kapitán Matamore (vstupní árie Je suis le Matamore) je zamilován do sedmi dcer doktora Pandolpha, ten však chce jednu z nich provdat za Pantalona mladšího. Matamore posílá sluhu Sbriganiho, aby přivedl nájemného vraha Spalatra-Spalatriho, který má Pantalona zabít; má ho přivést se zavázanýma očima. – Pandolphe přivádí svých sedm dcer a představuje jim své plány s Pantalonem. Ten se dcerám nelíbí, ale Pandolphe trvá na svém (zpěv Quant à moi sans plus de tracas ... Moi je veux que mon prétendu). Přichází Pantalon s kyticí (árie La fleur que je tiens à la main). Protože neví, kterou si vybrat, navrhnou dívky, aby se rozhodlo ve hře na slepou bábu: kterou chytí, ta bude jeho (ansámbl Combien de doigts?). Jakmile mu však zavážou oči, všechny utečou. Místo nich chytí Pantalon Matamora, který se zase domnívá, že muž se zavázanýma očima je objednaný nájemný vrah.
Lady Marlboroughová obdrží zprávu, že její manžel padl. Odloží ji, protože nechce lidem kazit zábavu, ale dopis padne do rukou Marlboroughovi, který vykřikne a téměř omdlí. Novina se šíří a všichni lamentují. Nyní i lady omdlí, jak se v takové situaci sluší. Slavnost je zprávou o smrti národního hrdiny předčasně ukončena (finále À peine je respire ... D'un grand guerrier pleurons la perte).

### 4. dějství

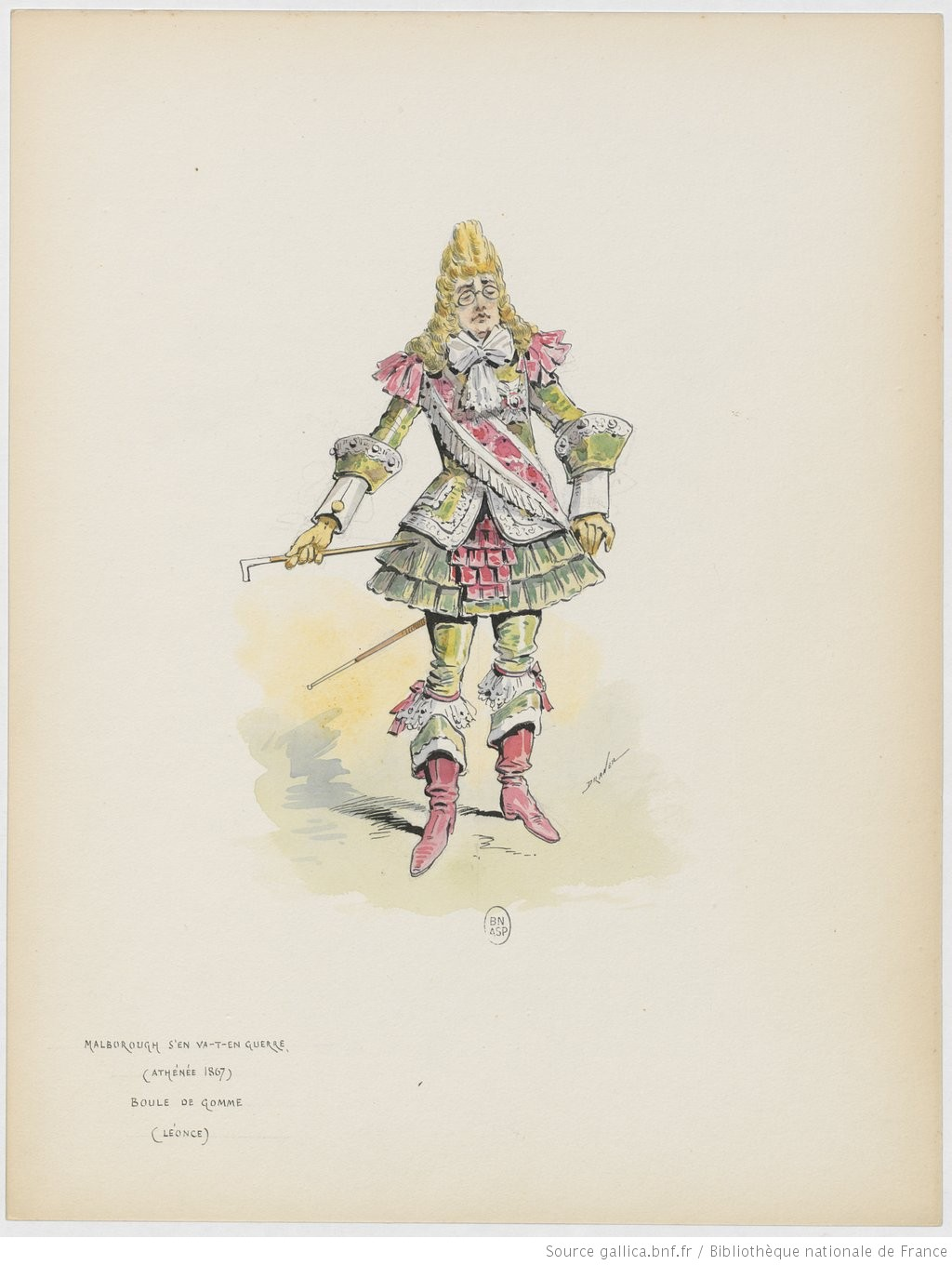
Léonce jako lord Boule-de-Gomme v operetě Marlborough jde do války, Dranerův kostýmní návrh

(Sál předků v paláci lady Marlboroughové s vojevůdcovým portrétem) Bobinette vypráví pážatům, že lady již tři dny nevychází z pokoje a truchlí po manželovi (uplet Jamais je n'aurais cru que madame). Lady se však vzápětí objeví rozjařená a v růžových šatecj. Tři dny si poctivě odtruchlila a nyní by ráda neprodleně vyslyšela nabídku k sňatku od lorda Boule-de-Gomma. Lady totiž vysvětluje, že jí manžel nenechal žádné dědictví (všechen majetek byl ve směnkách na doručitele, které se ztratily v bitvě) a strýc, od kterého utekla, odkáže vše své milence, takže se musí materiálně zabezpečit... „Galaor“ je jejím přístupem trochu rozladěn, ale na druhé straně se cítí svobodnější než kdy jindy.
Bouton-d'Or se „Galaorovi“ svěřuje, že jeho láska k lady Marlborouhgové byla vázána na její nedosažitelnost; nyní, když je bez manžela, je mu lhostejná. Chce odejít, ale „Galaor“ ho zadrží a přispěchavšímu Boule-de-Gommovi oznamuje, že lady jeho žádost o ruku přijala. Bouton-d'Or se raduje, protože zadanou paní může opět milovat, a Boule-de-Gomme se raduje, protože je na mizině a dědictví po Marlboroughovi by mu vytrhlo trn z paty.
O něco později se přikrade skutečný Galaor, který smrt v bitvě jen předstíral. Chce nabýt zpět svou původní totožnost a najít svou snoubenku. Marlborough ho ujišťuje, že Bobinette svého Galaora stále miluje (přesvědčil se o tom včera pod mišpulemi), ale co si počne on sám? Jestli se zjistí, že nepadnul a uprchnul z bitvy, přijde o svou pověst... Chce tedy odejít neznámo kam. – Bobinette přináší dopis z Lovaně: strýc lady Marlboroughové nakonec přece jen odkázal svůj majetek neteři. To Marlborougha přiměje, aby zůstal a pokusil se dostat ženu zpátky. – Mezitím se scházejí Boule-de-Gomme a mylady, aby v přítomnosti notáře a svědků podepsali svatební smlouvu.
Milenci švitoří a podepisují, tu ale ze svého portrétu vystupuje ke všeobecnému ohromení živý Marlborough. Posílá všechny pryč, až na novomanžele (sbor a ansámlb Après un si longue veuvage). Marlborough činí své ženě výčitky, ale ta není jeho návratem nadšena a své jednání sebevědomě brání (kuplet Ne criez pas si fort en somme). Odmítá i Marlboroughovy výhrůžky, že ji udá za bigamii, a nechává muže, aby se dohodli mezi sebou. Po zavržení možnosti, že by ji sdíleli, se Marlborough své ženy vzdává. Boule-de-Gomme triumfuje, ale když se vzápětí dozví, že lady nemá ani penci majetku, rychle se svého nároku vzdává a vrací ji Marlboroughovi. Lady se hbitě přeorientuje a nyní jí konečně Bobinette může předat dopis se sdělením o dědictví. Boule-de-Gomme se ihned vrací a mává svatební smlouvou, ale lady ji zmačká a spolkne. Marlborough sezývá všechny zpět do sálu, aby se radovali z vojevůdcova návratu a šťastného konce (finále Par nos chants d'allégresse ... Dans le sang retrempée).